# Canton de Laval-3
Le canton de Laval-3 est une circonscription électorale française du département de la Mayenne.

## Histoire
Un nouveau découpage territorial de la Mayenne entre en vigueur à l'occasion des élections départementales de 2015. Il est défini par le décret du 21 février 2014, en application des lois du 17 mai 2013 (loi organique 2013-402 et loi 2013-403). Les conseillers départementaux sont, à compter de ces élections, élus au scrutin majoritaire binominal mixte. Les électeurs de chaque canton élisent au Conseil départemental, nouvelle appellation du Conseil général, deux membres de sexe différent, qui se présentent en binôme de candidats. Les conseillers départementaux sont élus pour 6 ans au scrutin binominal majoritaire à deux tours, l'accès au second tour nécessitant 12,5 % des inscrits au 1er tour. En outre la totalité des conseillers départementaux est renouvelée. Ce nouveau mode de scrutin nécessite un redécoupage des cantons dont le nombre est divisé par deux avec arrondi à l'unité impaire supérieure si ce nombre n'est pas entier impair, assorti de conditions de seuils minimaux. Dans la Mayenne, le nombre de cantons passe ainsi de 32 à 17.
Le canton de Laval-3 est formé d'une fraction de la commune de Laval. Il est entièrement inclus dans l'arrondissement de Laval. Le bureau centralisateur est situé à Laval.

## Composition
| Nom                           | Code Insee | Intercommunalité       | Superficie (km2) | Population (dernière pop. légale)                | Densité (hab./km2) | Modifier                                    |
| ----------------------------- | ---------- | ---------------------- | ---------------- | ------------------------------------------------ | ------------------ | ------------------------------------------- |
| Laval (bureau centralisateur) | 53130      | CA Laval Agglomération | 34,22            | Fraction : 14 235 (2022) Commune : 49 474 (2022) | 1 446              | modifier les données · modifier les données |
| Canton de Laval-3             | 5312       |                        |                  | 14 235 (2022)                                    |                    | modifier les données                        |

Le canton de Laval-3 comprend la partie de la commune de Laval non incluse dans les cantons de Laval-1 et de Laval-2.

## Représentation
| Période élective | Période élective | Mandat | Mandat   | Identité          | Nuance | Nuance | Qualité |
| ---------------- | ---------------- | ------ | -------- | ----------------- | ------ | ------ | --- |
| 2015             | 2021             | 2015   | 2021     | Guillaume Garot   |        | PS     | Cadre administratif, député de la 1re circonscription de la Mayenne (depuis 2014), maire de Laval (2008-2012), ministre de l'Agroalimentaire (2012-2014). |
| 2015             | 2021             | 2015   | 2021     | Fabienne Germerie |        | PS     | Secrétaire, permanente du Parti socialiste |
| 2021             | 2028             | 2021   | en cours | Bruno Bertier     |        | DVG    | Cadre bancaire, premier adjoint au maire de Laval |
| 2021             | 2028             | 2021   | en cours | Camille Petron    |        | PCF    | Responsable associatif, adjointe au maire de Laval, première conseillère départementale communiste de l'histoire de la Mayenne                            |

### Résultats détaillés

#### Élections de mars 2015
À l'issue du 1er tour des élections départementales de 2015, deux binômes sont en ballottage : Guillaume Garot et Fabienne Germerie (Union de la Gauche, 42,46 %) et Gwendoline Galou et Grégory Kudla (Union de la Droite, 32,26 %). Le taux de participation est de 48,81 % (3 769 votants sur 7 721 inscrits) contre 50,77 % au niveau départemental et 50,17 % au niveau national.
Au second tour, Guillaume Garot et Fabienne Germerie (Union de la Gauche) sont élus avec 55,86 % des suffrages exprimés et un taux de participation de 47,33 % (1 902 voix pour 3 654 votants et 7 721 inscrits).

#### Élections de juin 2021
Le premier tour des élections départementales de 2021 est marqué par un très faible taux de participation (33,26 % au niveau national). Dans le canton de Laval-3, ce taux de participation est de 31,67 % (2 279 votants sur 7 195 inscrits) contre 32,1 % au niveau départemental. À l'issue de ce premier tour, deux binômes sont en ballottage : Bruno Bertier et Camille Petron (Union à gauche, 52,39 %) et Gwendoline Galou et Laurent Tomczyk (DVC, 35,7 %).
Le second tour des élections est marqué une nouvelle fois par une abstention massive équivalente au premier tour. Les taux de participation sont de 34,36 % au niveau national, 32,97 % dans le département et 33,16 % dans le canton de Laval-3. Bruno Bertier et Camille Petron (Union à gauche) sont élus avec 57,09 % des suffrages exprimés (1 281 voix pour 2 386 votants et 7 195 inscrits),,.

## Démographie
En 2022, le canton comptait 14 235 habitants, en évolution de +1,54 % par rapport à 2016 (Mayenne : −0,73 %, France hors Mayotte : +2,11 %).
| 2013   | 2018   | 2022   |
| ------ | ------ | ------ |
| 14 517 | 14 078 | 14 235 |